# Rajneesh Duggal
Rajneesh Duggal (hindi : रजनीश  दुग्गल) est un acteur et un mannequin indien né en 1979 à New Delhi. Il commence sa carrière cinématographique en 2008 dans 1920, un film d'horreur de Vikram Bhatt.

## Jeunesse
Rajneesh Duggal est né le 19 novembre 1979 à New Delhi où il passe son enfance au sein d'une famille élargie d'origine punjabie. Élève et étudiant studieux, il obtient un Bachelor of Business Administration et un diplôme de commerce. Au début des années 2000, il commence une carrière de mannequin et en 2003 il remporte le concours de beauté masculine Grasim M. India.

## Carrière
Il est ensuite repéré par les studios de Bollywood et, en 2008, Vikram Bhatt lui offre un premier rôle dans un film d'horreur, 1920, auprès d'une autre débutante, Adah Sharma. Les critiques ne sont pas mauvaises mais le public reste limité bien que suffisant pour rentabiliser le film. En 2011 Rajneesh Duggal tourne deux  films Be Careful et Phirr de nouveau aux côtés d'Adah Sharma. 
En 2012, il joue dans Dangerous Ishq réalisée par Vikram Bhatt. Ce film qui marque le retour sur les écrans de Karisma Kapoor, est étrillé par la critique et boudé par le public. Puis Rajneesh Duggal commence le tournage de Amma 3D, réalisé par Ram Gopal Varma où il partage la vedette avec Vivek Oberoi, Zayed Khan et Naseeruddin Shah. Toujours la même année, aux côtés de Katrina Kaif et Juhi Chawla, il achève le tournage de Main Krishna Hoon, film dont la date de sortie reste incertaine.
Après les échecs commerciaux et critiques de Samrat & Co et Spark (2014), il joue en 2015 dans Ek Paheli Leela, thriller réalisé par Bobby Khan dans lequel il donne la réplique à Sunny Leone. Le film obtient un bon résultat au box-office malgré une réception critique désastreuse.

## Filmographie
| Année   | Film              | Rôle               | Partenaires                    | Notes |
| ------- | ----------------- | ------------------ | ------------------------------ | ----- |
| 2008    | 1920              | Arjun Singh Rathod | Adah Sharma                    |       |
| 2011    | Be Careful        | Sameer Malhotra    | Tanisha Mukherjee              |       |
| 2011    | Phhir             | Kabir Malhotra     | Adah Sharma                    |       |
| 2012    | Dangerous Ishq    | Rohan              | Karisma Kapoor, Jimmy Shergill |       |
| 2013    | Main Krishna Hoon |                    | Juhi Chawla, Katrina Kaif      |       |
| 2014    | Samrat & Co.      |                    |                                |       |
| 2014    | Spark             | Arjun              |                                |       |
| 2015    | Ek Paheli Leela   |                    | Sunny Leone, Rahul Dev         |       |
| Projets | Amma 3D           |                    | Vivek Oberoi, Zayed Khan       |       |